# Kalvgödarna
Kalvgödarna är skär i Åland (Finland). De ligger i Skärgårdshavet och i kommunen Geta i landskapet Åland, i den sydvästra delen av landet. Öarna ligger omkring 37 kilometer norr om Mariehamn och omkring 290 kilometer väster om Helsingfors.
Arean för den av öarna koordinaterna pekar på är 0,3 hektar och dess största längd är 90 meter i sydöst-nordvästlig riktning. I omgivningarna runt Kalvgödarna växer i huvudsak barrskog. Runt Kalvgödarna är det mycket glesbefolkat, med 6 invånare per kvadratkilometer.. Närmaste större samhälle är Finström, 18,8 km sydost om Kalvgödarna.